# Cyathophorum tahitense
Cyathophorum tahitense är en bladmossart som beskrevs av Bescherelle 1894. Cyathophorum tahitense ingår i släktet Cyathophorum och familjen Hookeriaceae. Inga underarter finns listade i Catalogue of Life.